# Лучинин, Даниил Иванович
Даниил Иванович Лучинин (1907 ― 10 декабря 1941) ― советский учёный и педагог. Кандидат физико-математических наук, профессор. Ректор Саратовского государственного университета имени Н. Г. Чернышевского.

## Биография
12 лет посвятил работе в Саратовском государственном университете имени Н. Г. Чернышевского. Прошёл путь от ассистента кафедры теоретической механики до ректора университета. По месту работы имел следующую характеристику: «имеет большой авторитет среди студентов, один из лучших преподавателей, умело сочетает административную, научную, педагогическую работу с массово-политической». Занимал пост ректора университета с 31 марта по 7 июля 1941 года. Имел степень доктора физико-математических наук, занимался спортом.
После начала Великой Отечественной войны одним из первых в университете записался добровольцем. Перед уходом на фронт он сказал жене: «Война предстоит тяжелая, и мое место на передовой. Сейчас все здоровые люди должны с оружием в руках защищать Родину».
Был направлен в действующую армию 7 июля 1941 года в 65-ю краснознамённую стрелковую дивизию в лыжный батальон стрелкового полка. Был старшим инструктором политотдела. Участвовал в Тихвинской операции 1941 года, помешавшая немецким войскам соединиться с финнами на южном берегу Свири, захватить Северную железную дорогу и замкнуть второе кольцо блокады Ленинграда.
В своих письмах с фронта Даниил Иванович писал родным: «Глубоко верю в наш русский народ. Много сил и подлинных героев он имеет в себе и, несмотря ни на что, победит»; «Согласен променять любую тишину и спокойствие на бури и невзгоды, но только чувствовать бы себя морально удовлетворенным. Чувствовать себя человеком, который отдает все, что может дать, на защиту нашей Родины».
Погиб 10 декабря 1941 года в боях под Ленинградом, освобождая дорогу жизни, по которой через год, зимой 1942 года, в Саратов был эвакуирован Ленинградский университет. 
Ныне его именем на механико-математическом факультете названа самая большая аудитория университета. В июне 2008 года в его честь была открыта мемориальная доска на одном из корпусов Саратовского университета.
Сын — Сергей Данилович Лучинин, учёный, кандидат физико-математических наук.